# Rod Hundley
Rodney Clark „Hot Rod“ Hundley (* 26. Oktober 1934 in Charleston, West Virginia, Vereinigte Staaten; † 27. März 2015 nahe Phoenix, Arizona) war ein US-amerikanischer Basketballspieler der Minneapolis Lakers und der Los Angeles Lakers in der NBA und langjähriger Basketball-Kommentator für die Heimspiele der Lakers, Phoenix Suns und der Utah Jazz und den US-Kanälen ABC und CBS. Der 1,95 Meter große Hundley galt in seiner Zeit bei der West Virginia University (WVU) als einer der größten College-Spieler seiner Generation.

## Biografie
Rod Hundley wurde 1934 in ärmlichen Verhältnissen geboren. Er suchte Zuflucht im Basketball und etablierte sich mit seiner Wurfgenauigkeit und seinen damals neuartigen Dribblings (u. a. hinter dem Rücken, durch die Beine oder beidhändig) bald als großes Talent. Bei den West Virginia Mountaineers brach Hundley im College mehrere Punkterekorde, wurde mit seiner Spielweise und wegen seines guten Aussehens zum Publikumsliebling und gilt bis heute nach Jerry West als größter Basketballer aus West Virginia. Hier wurde auch sein Spitzname „Hot Rod“ (dt.: „Draufgänger“) geboren. Nach seiner WVU-Karriere wurde Hundley in die WVU Hall of Fame aufgenommen.
Hundley wurde dann von den Minneapolis Lakers im NBA-Draft von 1957 an Position 1 gezogen. Er wurde Teil der Lakers, die in Minneapolis fast pleitegingen, dann nach Los Angeles zogen und mit Flügelspieler Elgin Baylor mehrmals in den NBA-Finals an den Boston Celtics scheiterten. In der NBA brachte es Hundley auf zwei All-Star-Nominierungen galt jedoch als ewiges Talent, da er das Training wenig ernst nahm und zunehmend von seinem ebenfalls als WVU stammenden Aufbauspieler Jerry West auf die Ersatzbank verdrängt wurde. Trotzdem hätte Hundley 1962 fast das entscheidende 7. Spiel der NBA-Finals 1962 gegen die Celtics entschieden: eine Sekunde vor Schluss hatte er bei Gleichstand eine Wurfmöglichkeit, passte stattdessen zu seinem besser postierten Teamkollegen Frank Selvy, der den Korb verfehlte. Die Lakers verloren schließlich in der Verlängerung, was Hundley sein Leben lang grämte. Im Alter von 28 Jahren hörte Hundley nach Knieproblemen auf. Er bekam das Angebot Spiele der Lakers im Radio zu kommentieren, hörte seiner Stimme zuliebe von einem Tag auf den anderen mit dem Rauchen auf und wurde bei den Lakers und später bei den Phoenix Suns, Utah Jazz und in den Sportsendern CBS und ABC ein angesehener Kommentator. Hundley kommentierte über 30 Jahre lang die Spiele der Jazz, ehe er im Jahr 2009 die Tätigkeit aufgab. Für seine Dienste ehrten die Jazz ihn mit einem Banner, auf dem ein Mikrofon abgebildet ist, unter dem Hallendach der Spielstätte.

## Privatleben
Hundley heiratete seine College-Freundin in seiner Zeit in der WVU, ließ sich aber zwei Jahre später scheiden. Als Lakers-Profi ehelichte er Florence Pellman und hatte drei Töchter mit ihr, doch trennte er sich 1974 von ihr (ohne sich aber zu scheiden). Hundley war der Sohn des Billardspielers Butch und der Gelegenheitsarbeiterin Corrine Hundley. Als Kind wurde er von einer Pflegefamilie in die andere geschickt und oft ignoriert oder misshandelt. Nach eigenen Aussagen litt er in seiner Kindheit an Zitteranfällen und war ein Bettnässer. Ohne echte Bezugspersonen wurde er zu einem Trinker, Raucher und Frauenheld, der seine Eltern bald aus den Augen verlor, bis Corrine ihren Sohn kurz vor ihrem Tod noch einmal sah. Seinen Vater sah Hundley einige Male, ohne aber den Kontakt wiederherstellen zu wollen. Nach eigener Aussage litt Hundley zeitlebens unter Beziehungsunfähigkeit, war aber nach seiner Spielerkarriere immer bemüht, zu Partner und Kindern ein gutes Verhältnis zu halten.
Hundley starb im Alter von 80 Jahren an den Folgen der Alzheimer-Krankheit, mit der er in den letzten Jahren seines Lebens zu kämpfen hatte. Hundley lebte zuletzt mit seiner Freundin Suzette in Salt Lake City.

## Bücher
Über Hundley gibt es zwei Werke der Literatur. Der Sportjournalist Bill Libby brachte 1970 Hundleys Biografie Clown: Number 33 in Your Program, Number 1 in Your Heart – Hot Rod Hundley (Cowles, New York NY, ISBN 0-402-12571-1) heraus, und Hundley selbst veröffentlichte im Oktober 1998 sein Buch Hot Rod Hundley „You Gotta Love It, Baby“ (Sports Pub Inc., Champaign IL, ISBN 1-57167-243-5), das Anekdoten aus der NBA aus seiner Spieler- und Kommentatorsicht wiedergibt.